# Дубровская, Динара Викторовна
Дина́ра (Ди́на) Ви́кторовна Дубро́вская (р. 22 мая 1961) — российский востоковед-китаист, д. и. н. (специалист по христианским миссиям в Китае), в 2021—2022 гг. руководитель Отдела истории Востока ИВ РАН, с 2022 г. руководитель новосозданного Отдела искусства и материальной культуры ИВ РАН. Автор художественных книг (под псевдонимом Анна Одина), переводов и научно-популярных статей. Профессор ГАУГН. Член Ассоциации искусствоведов России.

## Биография
Родилась в Москве 22 мая 1961 г. в семье потомственных преподавателей: мать (Дубровская Ирина Александровна) была завучем, а затем директором школы № 174 (ныне лицей № 1574) при РХТУ и вошла в список заслуженных педагогов Москвы; отец (Дубровский Виктор Алексеевич) был преподавателем МИИТа, где ранее преподавал и его отец, а затем МАТИ. Д. В. Дубровская — племянница народного артиста России Владимира Алексеевича Дубровского и двоюродная сестра назначенного в 2024 г. главного режиссера Академического Малого театра Алексея Владимировича Дубровского.
Окончила английскую спецшколу № 49 (ныне школа № 2054), после чего поступила в ИСАА МГУ, по окончании которого поступила в аспирантуру ИВ АН СССР (ныне ИВ РАН). Здесь в 1989-м г. защитила кандидатскую диссертацию по теме истории международных отношений в Центральной Азии с фокусом на Синьцзяне («Борьба в правящих кругах Цинской империи по вопросу о политике в Синьцзяне, 60-70-е гг. XIX вв.») — эта же тема во многом сформирует основу её первой монографии, явившейся одним из первых системных отечественных исследований на эту тему.
После окончания в 2002 году постдокторантуры под руководством профессора Джулии Цин в университете Торонто вернулась в Россию и продолжила научную работу в ИВ РАН (под эгидой которого ею издано несколько десятков статей), параллельно активно популяризуя историческую тематику в качестве исторического редактора журнала «Вокруг света» и автора публикаций general interest для «Вокруг света», National Geographic, GEO, журнала «Аэрофлота» и многих других изданий.
В 2018-м г. Д. В. Дубровская стала организатором, создателем и выпускающим редактором наиболее нового периодического издания Института Востоковедения РАН — «Вестника», за короткое время ставшего вторым по значимости после журнала «Восток (Oriens)» (последний с 1955 г. был основным печатным органом Института). В том же году ею как автором-составителем была проведена полная работа по подготовке юбилейного издания, приуроченного к 200-летию Института Востоковедения. В 2019-м г. Д. В. Дубровская вошла в состав редколлегии «Востока».
В 2017-м г. получила степень магистра искусств ВШЭ по направлению «история искусств» (фактически как валедиктор), в 2019-м г. стала членом российской Ассоциации искусствоведов. В научных работах, начиная с 2016 г., прослеживается отчетливый и новый для отечественной исторической науки интерес к сплаву исторической тематики с искусствоведческой. С 2019 г. — заведующая сектором цивилизационных и региональных проблем Отдела истории Востока ИВ РАН (под руководством Д. Д. Васильева), а с 2021 по 2022 г. руководила этим отделом. В 2022-м г. возглавила Отдел искусства и материальной культуры Востока, специально учрежденный в ИВ РАН для консолидации научно-исследовательской деятельности по этим направлениям. В 2022-м г. успешно защитила докторскую диссертацию по теме «Теория и практика миссионерской деятельности западных христианских церквей в Китае в VII–XVIII вв.».
Параллельно научной и научно-популяризаторской работе Д. В. Дубровская ведет активную творческую и переводческую деятельность: в 2008—2014 гг. ею в соавторстве и под псевдонимом была написана художественная мистико-историческая трилогия «Четвертый берег» (музыка для первой части трилогии была написана П. Наличем), а ранее опубликован ряд переводов, два из которых приведены ниже.
В 1994—1997 гг. преподавала англ. язык в школе № 174 и впоследствии РХТУ, ныне (2018 — наст. время) преподает ряд исторических дисциплин в ГАУГНе.

## Основные работы
Д. В. Дубровская — автор и ответственный редактор множества научных, научно-популярных и художественных публикаций и переводов, в том числе:
- Научные монографии, работы об ИВ РАН:
- «Китай формирует Европу. Кн. 1. От мифа к стилю» (М., 2023)
  - «Все пути ведут из Рима. Христианские миссии в Поднебесной империи от несториан (VII в.) до папы Франциска» (М., 2020)[7]
  - «Институт Востоковедения РАН — прошлое и настоящее. К 200-летию основания» (М., 2018)[2]
  - «Лан Шинин, или <итальянский художник> Джузеппе Кастильоне при дворе Сына Неба» (М., 2018)[3]
  - «Миссия иезуитов в Китае: Маттео Риччи и другие (1552—1775 гг.)» (М., 2001)[8]
  - «Судьба Синьцзяна: обретение Китаем „Новой границы“ в конце XIX в.» (М., 1998)[1]
- Редакторская деятельность:
  - Главный редактор журнала «Восточный курьер»[9]
  - Научный редактор журнала «Восток (Oriens)»[10]
  - Организатор и ответственный секретарь журнала «Вестник Института востоковедения РАН»[11]
  - Составитель и автор вступительной статьи переиздания книги Е. А. Тимковского «Путешествие в Китай чрез Монголию в 1820 и 1821 годах. Часть 1. Переезд до Пекина» (М., 2012)[12]
- Художественная литература — трилогия «Четвертый берег»: «Амфитрион» (М., 2013)[4], «Магистр» (М., 2014)[5], «Всадник» (М., 2014)[6]
- Переводы:
  - К. Фаулер, «Бесноватые» (М., 2008)[13]
  - Р. Андерсон, «Италия» (М., 2007)[14]